# Riddarhuset i Arensburg
Riddarhuset i Arensburg, beläget i dåvarande staden Arensburg (nuvarande Kuressaare) i Estland, var från 1600-talet till år 1920 Ösels ridderskap och dess adel som korporation. Adeln upplöstes politiskt 1919, och de adliga godsen konfiskerades. Ridderskapet fortsatte dock ge ut matriklar och levandegöra de adliga traditionerna, tills detta omöjliggjordes i och med Molotov-Ribbentroppakten 1939.

## Baltisk adel
Baltisk adel kallas kollektivt den adel som uppstod med Tyska orden och därefter fortlevde som institution i Livland, Kurland, Estland och Ösel. Etniskt sett var de flesta balttyskar men sedermera upptogs av historiskt förklarliga skäl svenskar, ryssar och polacker i den baltiska adeln.
Många adelsätter som tillhörde Arensburgs riddarhus var ibland också representerade i något av de andra tre baltiska riddarhusen, såsom  Riddarhuset i Riga i Livland, Riddarhuset i Reval (Tallinn) i nuvarande Estland och Riddarhuset i Mitau (Jelgava), i dåvarande Kurland.

### Naturaliserade ätter på Riddarhuset i Arensburg
I Arensburg utslocknade ätter är markerade med (†), medan helt utdöda ätter är markerade med dubbla kors (††). I övrigt kan flera linjer, hus eller familjer ha oberoende från varandra naturaliserats, varför en del ätter förekommer flera gånger i listan.
- Aderkas
- Adlerberg (†)
- Agthe (†)
- Baer von Huthorn
- Baranoff (†)
- Bartholomäi (†)
- Bekleschow (†)
- Bellingshausen (†)
- Berg a.d.H. Carmel (†)
- Berg a.d.H. Kandel (†)
- Bradke (†)
- Bruemmer (†)
- Bruiningk a.d.H. Hellenorm (†)
- Budde (††)
- Buddenbrook (†)
- Buhrmeister
- Buxhoeveden
- Cube
- Curland und Gahlen (†)
- Creutz (†)
- Dannenstern (†) [Daunenstern]
- Dellingshausen
- Derfelden (†)
- Dittmar (†)
- Eck (†)
- Ekesparre
- von Essen
- Flemming (†)
- Freymann a.d.H. Nursie
- Freytagh-Loringhoven
- Gans (†)
- Gavel
- Gortschakow
- Graß a. d. H. Wittenpöwel (†)
- Grotenhjelm (†)
- Güldenstubbe
- Guillemot de Villebois
- Guzkowski (†)
- Gyldenstubbe (†)
- Hahn a. d. H. Lahentagge Neu-Löwel
- Harrien (†)
- Harten
- Heller (†)
- Helmersen
- Hove (†)
- Hoyningen-Huene
- Knorre, Knorring
- Korff Schmysingk genannt Korff
- Kräfting (†)
- Krämer (†)
- Krüdener
- Kursell
- Lagerstjerna (†)
- Leps (†)
- Lieven
- Lilienfeld-Toal
- Lingen
- Lode (†)
- Löwis of Menar
- Luce (†)
- Ludewig (†)
- Minckwitz (†)
- Moeller, Moller a. d. H. Sommerpahlen
- Möller a. d. H. Kersel (†)
- zur Mühlen
- Nolcken
- Osten genannt Sacken
- Pahlen
- Palm
- Patkul
- Pauffler (†)
- Peetz (†)
- Pilar von Pilchau
- Poll
- Preis (†)
- Rading (†)
- Rechenberg (från 2/2 1772; †[1])
- Redkenhof (†)
- Rehekampff
- Rehren
- Rennenkampff
- Richter
- Roemlingen (†)
- Rubusch (†)
- Rungen (†)
- Samson von Himmelstjerna
- Saß
- Schmidt (adelsätt)
- Schulmann
- Schuwalow
- Sege von Laurenberg (†)
- Sengbusch
- Ssuworow-Rimnikski Italiiski (†)
- Stackelberg
- Stärck (†)
- Stegeling (†)
- Stjernschantz (†)
- Strukoff (†)
- Szeliga-Mierzejewski
- Tideböhl (†)
- Tiesenhausen
- Tois (†)
- Toll
- Totleben (†)
- Transehe-Roseneck
- Treyden (††)
- Tunzelmann (†)
- Ungern-Sternberg
- Vegesack
- Vietinghoff Vietinghoff-Scheel
- Wardenburg
- Wettberg (††)
- Weymarn
- Wilcken a. d. H. Wesselsdorf (†)
- Wolff
- von Wrede
- Zoege von Manteuffel (†)